# Битуминозни шисти
Битуминозните (нефтени) шисти с богати на въглеводороди дребнозърнести седиментни скали. Те съдържат кероген, твърда смес от органични съединения, от които може да се добиват течни въглеводороди, наричани шистов нефт. Шистовият нефт е заместител на конвенционалния нефт, но добивът му е по-скъп и е свързан с по-големи рискове за околната среда. Залежи на битуминозни шисти има в много части на света, като общият им обем се оценява на 2,8-3,3 трилиона барела използваем нефт.
Добивът на шистов нефт се осъществява, като шистите се нагряват до определена температура и от получените пари се отделя нефтът. Битуминозните шисти могат да се изгарят и без обработка като нискокачествено гориво за пещите на топлоелектрически и отоплителни централи, както и да се използват като суровина в химическата промишленост и производството на строителни материали.
Добивът на битуминозни шисти е зависим от цените на суровия петрол, като в периоди на висока цена на петрола интересът към тях нараства. Той е добре развит в Естония и Китай, а редовен добив се осъществява и в Бразилия, Германия, Русия.